# Duitstalige Wikipedia
De Duitstalige uitgave van Wikipedia ging in 2001 van start en was in 2025 de op twee na grootste editie van deze online encyclopedie gemeten naar het aantal artikelen, na de Engelstalige en Cebuano Wikipedia.

## Geschiedenis
De Duitstalige Wikipedia was het eerste niet-Engelstalige Wikipedia-subdomein. Het werd op 16 maart 2001 door Jimmy Wales aangekondigd. De eerste bijdragen aan deze Wikipedia werden pas in mei 2001 gedaan, later dan de Catalaanstalige Wikipedia.
In november 2008 werd de pagina www.wikipedia.de bij kort geding afgesloten. Aanleiding voor deze stap was een klacht van Lutz Heilmann, lid van de Bondsdag voor Die Linke. In zijn lemma stond vermeld dat hij ten tijde van de DDR voor de Stasi werkte.

## Aantal artikelen
Vanaf december 2006 had de editie meer dan 500.000 artikelen, waardoor ze op de tweede plaats kwam qua grootte, na de Engelstalige Wikipedia. 98% procent van de artikelen had meer dan 200 karakters, 88% had meer dan 512 bytes, 42% had meer dan 2 kB, het gemiddelde artikel was 3698 bytes of 410 woorden. De editie had meer dan 120.000 biografieën en bijna 46.000 doorverwijspagina's. Op 27 december 2009 werd de mijlpaal van 1.000.000 artikelen bereikt.